# Eupatorium asperrimum
Eupatorium asperrimum là một loài thực vật có hoa trong họ Cúc. Loài này được Sch.Bip. ex Baker mô tả khoa học đầu tiên năm 1876.